# Rikkokuši
Rikkokuši (japonsky 六国史, česky Šest státních kronik) je souhrnný název pro 6 národních japonských historických děl, jež zaznamenávají bájesloví a dějiny Japonska od nejstarších dob do roku 887. Těchto 6 historických textů bylo sepsáno na císařském dvoře během 8. a 9. století na příkaz vládnoucích císařů. Základními zdroji pro tato díla byly soudní záznamy vedené Ministerstvem pro ústřední císařské záležitosti a životopisy významných úředníků sepsané na Ministerstvu pro ceremoniální záležitosti.
Sbírka se skládá z následujících textů:
- Nihonšoki (Kronika Japonska, zvaná též Nihongi) – 30 svazků, jež pokrývají mytologické období až do roku 697. Dílo dokončil princ Toneri Šinnó v roce 720.
- Šoku Nihongi (Pokračování Kroniky Japonska, zvané rovněž Šokki) – 40 svazků, jež pokrývají období let 697 až 791. Dokončili ji dvořané Cugutada Fudžiwara a Mamiči Sugano v roce 797.
- Nihonkóki (Pozdější kronika Japonska) – 40 svazků, jež pokrývají období let 792 až 833. Dokončili generál a básník Fujucugu Fudžiwara a básník a dvořan Ocugu Fudžiwara v roce 840.
- Šoku Nihonkóki (Pokračování Pozdější kroniky Japonska) – 20 svazků, jež pokrývají období let 833 až 850. Dokončili ji dvořané Jošifusa Fudžiwara, Jošimi Fudžiwara, Jošio Tomo a Jošitada Haruzumi v roce 869.
- Nihon Montoku Tennó Džicuroku (Pravdivá historie japonského císaře Montokua, nazývaný také krátce Montoku Džicuroku) – 10 svazků, jež pokrývají období let 850 až 858. Dokončili ji dvořan Motocune Fudžiwara a básník a dvořan Korejoši Sugawara v roce 879.
- Nihon Sandai Džicuroku (Pravdivá historie tří japonských panovníků, nazývaný též krátce Sandai Džicuroku) – 50 svazků, jež pokrývají období let 858 až 887. Dokončili ji dvořané Tokihira Fudžiwara a Jošijuki Ókura v roce 901.

Sepisování národních kronik bylo pozastaveno po dokončení textu Sandai Džicuroku. Následovaly 4 „zrcadlové knihy“: Ókagami neboli Velké zrcadlo, Imakagami čili Nové zrcadlo, Mizukagami tedy Vodní zrcadlo a Masukagami to jest Čisté zrcadlo.